# Wyzwolenie Krakowa (1918)
Wyzwolenie Krakowa – bezkrwawe przejęcie kontroli nad Krakowem przez polskich żołnierzy armii austro-węgierskiej, z zamiarem przekazania miasta administracji odradzającego się państwa polskiego, do którego doszło w dniach 30–31 października 1918 roku. Kraków był jednym z pierwszych miast na ziemiach polskich wyzwolonych spod władzy zaborczej w trakcie procesu odzyskiwania przez Polskę niepodległości.

## Tło
W obliczu zbliżającej się klęski Austro-Węgier w I wojnie światowej i nieuchronnego rozpadu państwa 28 października 1918 roku w Krakowie powstała Polska Komisja Likwidacyjna, która miała za zadanie utworzenie pierwszych zrębów polskiej administracji państwowej na terenach Galicji i Śląska Cieszyńskiego. Komisja ogłosiła, że ziemie zaboru austriackiego należą odtąd do Polski. Deklaracja ta nie spowodowała żadnej reakcji ze strony władz austriackich. Na terenie Krakowa wciąż stacjonowało blisko 12 tys. żołnierzy armii austriackiej różnych narodowości.
W Krakowie i innych miastach Galicji działała prężna konspiracja niepodległościowa zrzeszająca m.in. polskich żołnierzy armii austriackiej, członków Polskiej Organizacji Wojskowej, harcerzy i kolejarzy. W Krakowie przywódcą polskiej konspiracji był ppłk Bolesław Roja, który wstrzymywał się z wydaniem rozkazu rozpoczęcia powstania, oczekując na wyniki ustaleń politycznych.

## Przebieg wydarzeń

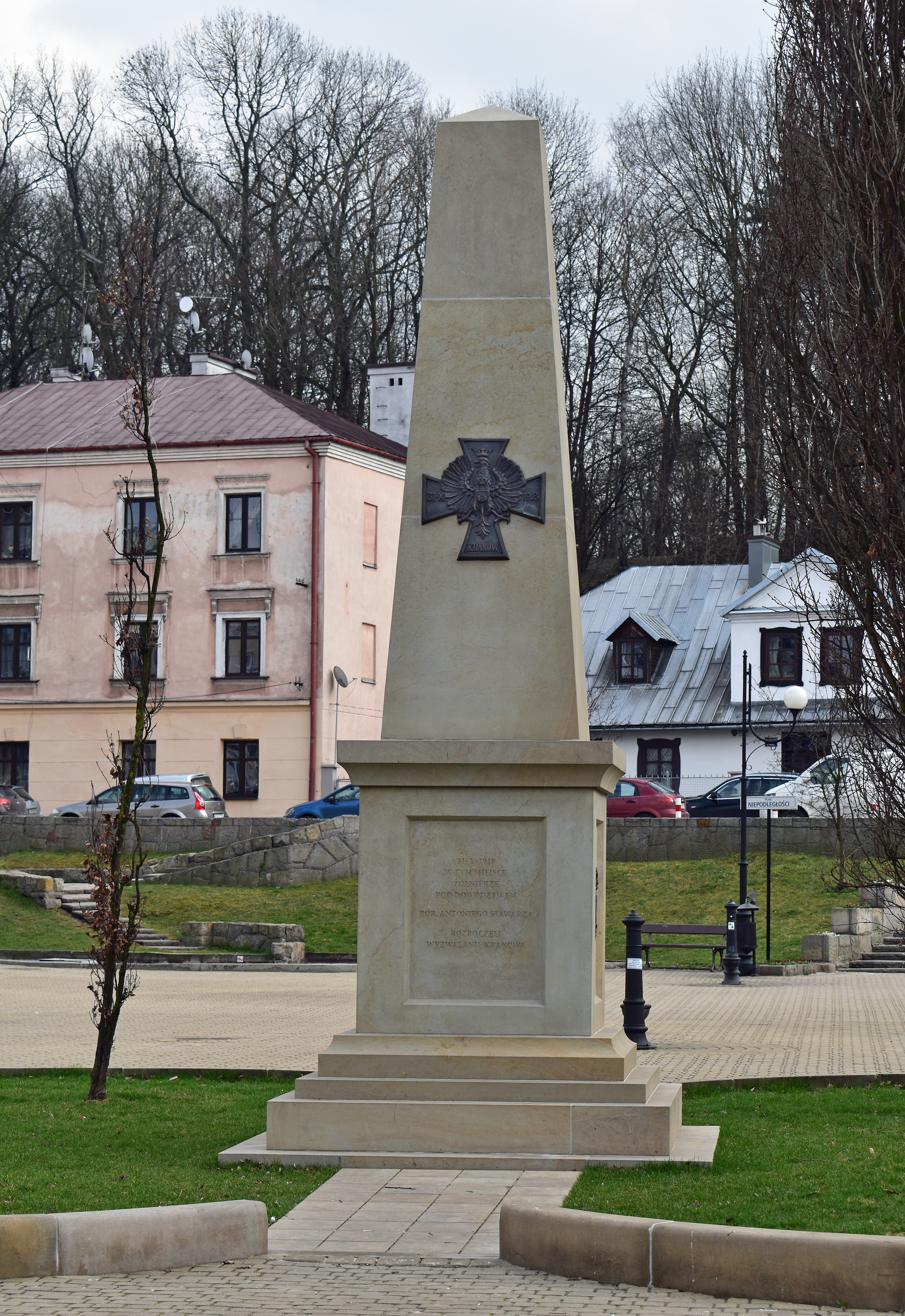
Pomnik upamiętniający wyzwolenie Krakowa na placu Niepodległości

30 października, dwa dni po deklaracji Polskiej Komisji Likwidacyjnej, rozeszła się wieść o ogłoszeniu deklaracji niepodległości Czechosłowacji. Na skutek tej informacji por. Antoni Stawarz, żołnierz austriackiego 93 Pułku Piechoty stacjonującego przy ul. Kalwaryjskiej w krakowskim Podgórzu, postanowił złamać rozkazy Roi i samodzielnie przystąpić do działania. Stawarz od stycznia 1918 roku zaangażowany był w konspirację niepodległościową, przygotowując polskich żołnierzy armii austriackiej do buntu przeciwko władzom zaborczym, gdy nadejdzie odpowiednia chwila. W momencie rozpoczęcia akcji pod dowództwem Stawarza znajdowało się trzech oficerów, dwie kompanie piechoty, dwa plutony ckm oraz 40-osobowa grupa cywilów.
Wieczorem 30 października przy pomocy zaangażowanych w konspirację kolejarzy ludzie Stawarza bez jednego wystrzału zajęli dworzec w Płaszowie, który stał się pierwszym wyzwolonym spod władzy zaborczej miejscem w Krakowie i jednym z pierwszych na ziemiach polskich. Stawarz poinformował następnie pełniących na dworcu wartę Polaków, że w Krakowie zaczęło się powstanie, a polski rząd przejął władzę nad miastem. Polscy żołnierze przypięli do czapek biało-czerwone kokardy i przystąpili do buntu, podczas gdy Austriaków rozbrojono. Telegrafem rozesłano z dworca po całej Galicji wiadomość:

Rewolucja w Krakowie. Rząd polski przejął władzę. Wstrzymać wszystkie transporty, które by chciały wyjechać poza granice kraju, skierować je na Kraków

Następnego dnia wcześnie rano por. Stawarz przybył do koszar w Podgórzu, gdzie współdziałając z zaangażowanymi w przewrót żołnierzami pochodzenia czeskiego i śląskiego opanował budynki, otaczając całkowicie zaskoczonych rozwojem sytuacji Austriaków. Obietnica bezpiecznego powrotu do domu w obliczu kończącej się wojny przekonała ich do złożenia broni:

Polacy w Galicji, nie mogąc się doczekać dobrowolnego opuszczenia ich ziemi przez zaborców, zmuszeni są użyć w tym celu siły. Oznajmiam wam, iż jesteście rozbrojeni. Wasi dawniejsi dowódcy przestali być dzisiaj nimi, a ja z rozkazu Rządu Polskiego obejmuję tu władzę”

W tym samym czasie ppor. Franciszek Pustelnik z 56 Pułku Piechoty rozbroił załogę w koszarach przy ul. Wielickiej. Zmierzające z dwóch stron grupy spiskowców, powiększone o kolejnych polskich żołnierzy z zajętych koszar, spotkały się na Rynku Podgórskim, gdzie podjęto decyzję o marszu do centrum Krakowa. Oddziały przekroczyły Most Podgórski i witane entuzjastycznie przez krakowian ok. godz. 10:00 dotarły na Rynek Główny, a następnie do 11.30 opanowały centrum Krakowa, nie napotykając oporu. Scena rozbrojenia Austriaków pełniących wartę pod Wieżą ratuszową, a następnie zdjęcia sztandaru cesarskiego i zastąpienia go polską flagą narodową stała się symbolem wyzwolenia Krakowa, historycznej stolicy Polski, spod ponad stuletniego panowania zaborców.
Niemal w tym samym czasie doszło również do wyzwolenia Tarnowa i Zakopanego.

## Pamięć
Następnego dnia po wyzwoleniu, 1 listopada 1918 roku, por. Antoni Stawarz został awansowany przez polskie władze w Krakowie do stopnia kapitana.
Miejsce po dawnych koszarach austriackich przy ul. Kalwaryjskiej (zniszczonych w czasie walk w 1945 roku, obecnie widoczne są jedynie zarysy fundamentów) nosi obecnie nazwę placu Niepodległości. W 1998 roku na placu wybudowano pomnik (obelisk) upamiętniający wyzwolenie Krakowa. Co roku odbywają się tam uroczystości patriotyczne, w czasie których grupa rekonstruktorów odgrywa scenkę rozbrojenia Austriaków.
Jedna z ulic w Starym Podgórzu nosi imię porucznika Antoniego Stawarza.